# Johanne Fritz-Petersen
Johanne Caroline Fritz-Petersen, ab 1917 Johanne Blom, geboren als Johanne Caroline Petersen, (* 18. Oktober 1879 in Aarhus, Dänemark; † 22. Dezember 1961 in Kopenhagen) war eine dänische Theater- und Filmschauspielerin, ein Star des heimischen Stummfilms der 1910er Jahre.

## Leben und Wirken

### Am Theater
Die Tochter des Schneiders Jens Petersen und dessen Ehefrau Juliane Larsen gab ihren Einstand im Alter von 20 Jahren am Theater von Thisted mit der Rolle der Sigrid im Varieté „Til Sæters“. Nach einem Abstecher in ihre Heimatstadt Aarhus, wo sie an der städtischen Bühne auftrat, ging Johanne Petersen nach Kopenhagen, wo sie im ersten Jahrzehnt des 20. Jahrhunderts eng mit dem Casino Teatret verbunden war und zu dieser Zeit Karriere als Theater- und Operettenschauspielerin machte. Ihren Casino-Einstand gab sie 1901 als kleiner jüdischer Junge in dem Stück St. Hans Aftens Spil. 1908 erhielt sie die Titelrolle in Gurli und spielte später außerdem die Trazka in Efteraarsmanøvre sowie das kleine Mädchen in I Ungdommens Vaar. Zu Petersens größten Operettenerfolgen zählen Madame Zibyle, Gift dig aldrig, Storken kommer, Eva und Nitouche. Ab 1912 gab sie als Sängerin auch Konzerte.

### Beim Film
Seit dem 16. Juli 1899 mit dem früh verstorbenen Schauspieler und Leiter des Casino-Theaters Fritz Cato Petersen (1877–1911) verheiratet, nannte sich Johanne fortan Fritz-Petersen und machte unter diesem Namen in den Jahren 1912 bis 1920 eine beachtliche Filmkarriere, die sie, seit 1913 bei der Nordisk Film fest angestellt, an die Seite früher Leinwandstars wie Valdemar Psilander, Olaf Fønss und Gunnar Tolnæs führte. Zu ihren großen Leinwanderfolgen zählen 1913 die Schnitzler-Adaption Liebelei (als Mizzi Schlager), das Drama Revolutionshochzeit (als die Kammerzofe Margaret) nach der gleichnamigen Vorlage von Sophus Michaelis, das 1914 hochaktuelle pazifistische Zeitdrama Die Waffen nieder! (als Rosa) nach Bertha von Suttners gleichnamigem Roman, der frühe Science-Fiction-Klassiker Das jüngste Gericht (als die Tochter des Minenverwalters, Edith West) und der im exotischen Umfeld spielende Kassenschlager Die Lieblingsfrau des Maharadscha. Zweiter Teil (als Hofdame Indra). Dort, wie in diversen Filmen zuvor, hieß Fritz-Petersens Regisseur August Blom, der am 6. April 1917 ihr zweiter Ehemann werden sollte. Dennoch behielt die Künstlerin zunächst ihren alten Namen bei und nannte sich nur gelegentlich Johanne Fritz Blom-Petersen.

### Die späten Jahre
Nach ihrer Nebenrolle in Bloms 1919 abgedrehtem Zweiteiler Im Rausche der Macht (Prometheus) zog sich die Schauspielerin sukzessive aus der Öffentlichkeit zurück. Zweimal konnte man sie noch zur Mitwirkung in Tonfilmen überreden, und man sah sie, nunmehr als Johanne Blom, in wenig bekannten Inszenierungen von Vater und Sohn Lau Lauritzen (1934 und 1938). 1947 erhielt Johanne Blom eine Lizenz für das Bristol Lichtspieltheater, das sie nach dem Tod ihres Mannes August Blom gemeinsam mit ihrem Sohn Haagen Fritz Petersen (Jahrgang 1905) leitete. Johanne Blom wurde zum Jahresende 1961 an der Seite ihres zweiten Gatten im Frederiksbergs Ældre Kirkegård bestattet.

## Filmografie
- 1912: De to Brødre
- 1912: Skovsøens Datter
- 1912: Efter Dødsspringet
- 1912: Kvindehjerter
- 1912: Chaufførens Hemmelighed
- 1913: Inkognito (Prins for en Dag)
- 1913: Miraklet
- 1913: Elskovs Gækkeri
- 1913: Das Rendezvous (De Nygifte)
- 1913: Liebelei (Elskovsleg)
- 1913: Perlehalsbaandet
- 1914: Inderpigen
- 1914: Grev Zarkas Bande
- 1914: Die Waffen nieder! (Ned med Vaabnene!)
- 1914: Revolutionshochzeit (Revolutionsbryllup)
- 1915: Lykkeligt Indbrud
- 1915: Cowboymillionæren
- 1915: Kampen om Barnet
- 1915: Dämons Triumphe (Doktor X)
- 1916: Das jüngste Gericht (Verdens undergang)
- 1916: Das Verschwinden der Gräfin Benita (Stakkels Meta)
- 1916: Grevinde Clara
- 1916: Børsens Offer
- 1916: Lykkedrømme
- 1916: Die Liebe des Königskindes (Prinsessens Hjerte)
- 1916: Sjæletyven
- 1917: Mand mod Mand
- 1917: Hans rigtige Kone
- 1917: Amors Hjælpetropper
- 1917: Kampen om Kvinden
- 1918: Pigespejderen
- 1918: Den lille Danserinde
- 1918: Præstens Datter
- 1918: Prinsessens Tilbeder
- 1918: Die Lieblingsfrau des Maharadscha. Zweiter Teil (Maharadjahens Yndlingshustru II)
- 1919: Die Stahlaktien (Hans store Chance)
- 1919: Das unheilige Feuer (Gillekop)
- 1919: Im Rausche der Macht (Prometheus I-II)
- 1920: Hans bedre Halvdel
- 1934: Barken Margrethe
- 1938: Blaavand melder storm